# Eleccions legislatives noruegues de 1957
Les eleccions legislatives noruegues de 1957 se celebraren el 7 d'octubre de 1957 per a renovar els 150 membres del Storting, el parlament de Noruega. Els més votats foren els laboristes noruecs, el cap dels quals, Einar Gerhardsen, fou nomenat primer ministre de Noruega.

## Resultats
|         |                                                         |       |        |          |        |  |
| Partits | Partits                                                 | Vots  | Vots   | Escons   | Escons |  |
| Partits | Partits                                                 | %     | ± %    | #        | ±      |  |
|         | Partit Laborista (Det norske Arbeiderparti)             | 48,3  | +1,7   | 78 / 150 | 1      |  |
|         | Partit Conservador (Høyre)                              | 16,8  | -1,6   | 29 / 150 | 2      |  |
|         | Partit Liberal (Venstre)                                | 9,6   | -0,4   | 15 / 150 | =      |  |
|         | Partit dels Agricultors (Bondepartiet)                  | 8,6   | -0,2   | 15 / 150 | 1      |  |
|         | Partit Democristià (Kristelig Folkeparti)               | 10,2  | -0,3   | 12 / 150 | 2      |  |
|         | Partit Comunista (Norges Kommunistiske Parti)           | 3,4   | -1,7   | 1 / 150  | 2      |  |
|         | Partit Socialdemòcrata (Norsk Sosialdemokratisk Parti ) | 0,2   | +0,2   | 0        | -      |  |
|         | Partit Liberal Popular (Liberale Folkeparti)            | 0,1   | +0,1   | 0        | -      |  |
|         | Partit de progrés (Fremskrittspartiet)                  | 0,006 | +0,006 | 0        | -      |  |
|         | Total                                                   | 100%  | 100%   | 150      | 150    |  |